# ألوريت
الألوريت (الاسم العلمي:Aleurites) هو جنس من الفربيونية يتبع القبيلة الألوريتاوية من أسرة الكروتوناوات. اشتق اسم الألوريت من الإغريقية القديمة: ἄλευρον وتعني «دقيق القمح» بسبب مظهر السطح السفلي للورقة.

## أنواع الألوريت
- ألوريت جزر الملوك
- ألوريت روكنغهامي
- ألوريت متبدل
- ألوريت قلبي
- ألوريت جاوي
- ألوريت سناني
- ألوريت مفصص
- ألوريت ثلاثي الفلقات